# Unió Internacional de Química Pura i Aplicada
La Unió Internacional de Química Pura i Aplicada (IUPAC), de l'anglès (International Union of Pure and Applied Chemistry) és una organització no governamental, dedicada als progressos de la química. És l'autoritat reconeguda, en el desenvolupament d'estàndards per a la nomenclatura de compostos químics, a través del seu comitè interdivisional de nomenclatura i símbols. La IUPAC és una entitat membre del Consell Internacional per a la Ciència (ICSU, de l'anglès International Council for Science).
La IUPAC es va fundar en 1919 com a successora del Congrés Internacional de Química Aplicada per a l'avanç de la química. Els seus membres, les organitzacions nacionals adherides, poden ser les societats nacionals de química, les acadèmies nacionals de ciències, o altres organismes que representin als químics. Hi ha cinquanta-quatre organitzacions nacionals adherides i tres organitzacions nacionals adherides associades. El Comitè Inter-divisional de la IUPAC de Nomenclatura i Símbols (nomenclatura de la IUPAC) és l'autoritat mundial reconeguda en el desenvolupament de normes per al nomenament dels compostos químics. Des de la seva creació, la IUPAC ha estat dirigida per molts comitès diferents, amb diferents responsabilitats. En aquests comitès s'executen diferents projectes que inclouen l'estandardització de la nomenclatura, la recerca de formes de portar la química al món, i publicació d'obres.

## Organització
Les activitats científiques de la IUPAC són liderades per diferents divisions, dedicades a les diferents branques de la química. Cada divisió està dirigida per un comitè. Actualment hi ha vuit divisions:
- I Divisió de Química Física i Biofísica Química.
- II Divisió de Química Inorgànica
- III Divisió de Química Orgànica i Química Biomolecular
- IV Divisió de Polímers
- V Divisió de Química Analítica
- VI Divisió de Química i el Medi ambient
- VII Divisió de Química i la Salut humana
- VIII Divisió de Nomenclatura i representació d'estructures